# Bolomyszka
Bolomyszka (Necromys) – rodzaj ssaków z podrodziny bawełniaków (Sigmodontinae) w obrębie rodziny chomikowatych (Cricetidae).

## Rozmieszczenie geograficzne
Rodzaj obejmuje gatunki występujące w Ameryce Południowej.

## Morfologia
Długość ciała (bez ogona) 95–189 mm, długość ogona 57–102 mm, długość ucha 11–19 mm, długość tylnej stopy 19–29 mm; masa ciała 20–67,5 g.

## Systematyka
Rodzaj zdefiniował w 1889 roku argentyński przyrodnik, paleontolog, antropolog i zoolog Florentino Ameghino w artykule poświęconym wkładowi w wiedzę o ssakach kopalnych Argentyny, opublikowanym w czasopiśmie Acta de la Academia Nacional de Ciencias Exactas. Gatunkiem typowym jest (oznaczenie monotypowe) forma kopalna nazwana Necromys conifer.

### Etymologia
- Necromys: gr. νεκρος nekros ‘trup, martwy’; μυς mus, μυος muos ‘mysz’[10].
- Bolomys: gr. βωλος bōlos ‘guzek’[11]; μυς mus, μυος muos ‘mysz’[12]. Gatunek typowy (oryginalne oznaczenie): Akodon amoenus O. Thomas, 1900.
- Cabreramys: Ángel Cabrera (1879–1960), hiszpańsko-argentyński zoolog i paleontolog; μυς mus, μυος muos ‘mysz’[12]. Gatunek typowy (oryginalne oznaczenie): Mus obscurus Waterhouse, 1837.

### Podział systematyczny
Do rodzaju należą następujące gatunki:
| Grafika | Gatunek              | Autor i rok opisu                 | Nazwa zwyczajowa           | Podgatunki         | Rozmieszczenie geograficzne | Podstawowe wymiary                                 | Status IUCN |
| ------- | -------------------- | --------------------------------- | -------------------------- | ------------------ | --- | -------------------------------------------------- | ----------- |
|         | Necromys punctulatus | (O. Thomas, 1894)                 | bolomyszka nakrapiana      | gatunek monotypowy | Andy w środkowej Kolumbii i zachodnim Ekwadorze | DC: około 13,2 cm DO: około 7,1 cm MC: brak danych | DD          |
|         | Necromys urichi      | (J.A. Allen & F.M. Chapman, 1897) | bolomyszka karaibska       | gatunek monotypowy | Kolumbia, Wenezuela, Trynidad i Tobago i zachodnia Gujana; prawdopodobnie skrajnie północna Brazylia                                                                    | DC: 10,7–14,1 cm DO: 6,9–10,2 cm MC: 30–61         | LC          |
|         | Necromys lasiurus    | (Lund, 1841)                      | bolomyszka włochatoogonowa | gatunek monotypowy | od południowej rzeki Amazonka w Brazylii do Paragwaju i północnej Argentyny, być może północno-zachodni Urugwaj; granice zasięgu nierozstrzygnięte                      | DC: 11,4–13,8 cm DO: 5,9–9,6 cm MC: 20–67,5 g      | LC          |
|         | Necromys lenguarum   | (O. Thomas, 1898)                 | bolomyszka paragwajska     | gatunek monotypowy | skrajnie południowo-wschodnie Peru, Boliwia, zachodni Paragwaj, północna Argentyna i środkowo-zachodnia Brazylia (Amazonas, Rondônia i Mato Grosso)                     | DC: 11,4–13,8 cm DO: 5,9–9,6 cm MC: 20– g          | LC          |
|         | Necromys amoenus     | (O. Thomas, 1900)                 | bolomyszka miła            | gatunek monotypowy | Altiplano i wschodnie andyjskie zbocza w południowo-wschodnim Peru, zachodniej Boliwii i północno-zachodniej Argentynie; zakres wysokości: powyżej 3200 m n.p.m.        | DC: 9,5–10,3 cm DO: 6,6–7,9 cm MC: około 25 g      | LC          |
|         | Necromys lactens     | (O. Thomas, 1918)                 | bolomyszka białobroda      | gatunek monotypowy | południowo-środkowa Boliwia (Cochabamba na południe do Tariji) i północno-zachodnia Argentyna (Jujuy, Salta, Catamarca i Tucumán); zakres wysokości: 1400–4000 m n.p.m. | DC: 9,8–12,4 cm DO: 6,3–8,9 cm MC: 30–50 g         | LC          |
|         | Necromys lilloi      | Jayat, D’Elía, Ortiz & Teta, 2016 |                            | gatunek monotypowy | endemit Argentyny; znany z miejsca typowego i jego okolic (Burruyacu, Tucumán)                                                                                          | DC: 17,1–18,9 cm DO: 7–7,7 cm MC: 29–44 g          | NE          |
|         | Necromys obscurus    | (Waterhouse, 1837)                | bolomyszka ciemna          | 2 podgatunki       | południowy Urugwaj i wschodnia-środkowa Argentyna (południowo-wschodnie Buenos Aires)                                                                                   | DC: 10,1–12,6 cm DO: 5,7–7,8 cm MC: 35–60 g        | LC          |

Kategorie IUCN:  LC  – gatunek najmniejszej troski,  DD  – gatunki o nieokreślonym stopniu zagrożenia;  NE  – gatunki niepoddane jeszcze ocenie.
Opisano również gatunek wymarły z pliocenu dzisiejszej Argentyny:
- Necromys bonapartei (Reig, 1978)